# کادرا هالند-کورن
کادرا هالند-کورن (انگلیسی: Kedra Holland-Corn؛ زادهٔ ۵ نوامبر ۱۹۷۴) بازیکن بسکتبال اهل ایالات متحده آمریکا است.